# Kwangsisaurus orientalis
Kwangsisaurus orientalis Young, 1959 è un rettile marino estinto, appartenente ai saurotterigi. Visse nel Triassico medio (Anisico, circa 247 - 245 milioni di anni fa) e i suoi resti fossili sono stati ritrovati in Cina.

## Descrizione
Questo animale è noto per uno scheletro postcranico incompleto, che permette di ricostruirne solo parzialmente l'aspetto. Kwangsisaurus doveva essere un rettile lungo circa 2 - 3 metri, con un collo lungo e un corpo relativamente piatto. Gli arti dovevano essere a forma di natatoie, ma non erano particolarmente robusti. I coracoidi erano larghi e piatti, e le vertebre dorsali erano provviste di processi trasversi lunghi ed espansi distalmente. L'omero era ricurvo ed era privo di un forame entepicondilare.

## Tassonomia
Kwangsisaurus orientalis venne descritto per la prima volta nel 1959 da Yang Zhongjian, sulla base di fossili ritrovati nella zona di Wuming (Guangxi, Cina). Inizialmente venne considerato un notosauro (Sun et al., 1992), ma studi successivi (Rieppel, 1999) hanno indicato che Kwangsisaurus apparteneva ai pistosauroidi, rettili marini vicini all'origine dei plesiosauri. Altri pistosauroidi ritrovati in Cina sono l'affine Chinchenia e il più recente ed evoluto Yunguisaurus. Chinchenia e Kwangsisaurus, insieme all'americano Corosaurus, sono considerati tra i più primitivi fra i pistosauroidi. Un'altra specie attribuita a Kwangsisaurus (K. lusiensis) venne descritta nel 1978 sulla base di uno scheletro incompleto rinvenuto nella zona di Luxi, in Yunnan, ma studi più recenti indicano che questo animale potrebbe essere strettamente imparentato al genere europeo Lariosaurus (Rieppel, 1999). 